# Mariakerk (Groningen)
De Mariakerk (tegenwoordig Magnalia Deïkerk) is een kerkgebouw in het zuiden van de stad Groningen in de wijk Corpus den Hoorn.

## Beschrijving
De kerk, die aan de Landsteinerlaan staat, werd gebouwd in 1959-1960 naar een ontwerp van de Groninger architect Coen Bekink (1922-1996). Het gebouw heeft een aantal gebrandschilderde ramen ontworpen door de kunstenaar Max Reneman (1923-1978), het glas in de doopkapel is van Hubert Estourgie.
De kerk heeft tot 1985 dienstgedaan voor de katholieke Mariaparochie, die haar naam ontleende aan het vroegere Klooster Maria Ten Hoorn. De kerk werd daarom ook wel Maria ten Hoornkerk genoemd. Nadat de gemeente fuseerde met de Salvatorparochie kwam het gebouw leeg te staan. De kerk stond lang op de nominatie om gesloopt te worden, maar het gebouw werd uiteindelijk gered doordat het verkocht kon worden aan de Gereformeerde Gemeente in Groningen. De kerk werd daarbij herdoopt tot  Magnalia Deïkerk, de naam van een ander kerkgebouw van de Gereformeerde Gemeente. Een tekst op de gevel daarvan werd meeverhuisd en op de westgevel aangebracht. Deze is afkomstig uit het Bijbelboek Handelingen en luidt: Wij horen hen in onze eigen taal van de grote daden Gods spreken.